# Tariqa
Una tarīqa (en árabe طريقة, plural طريقات tarīqāt o طرق turuq) es una orden espiritual dentro del camino místico del Islam, denominado sufismo.

## Historia
Existen diferentes órdenes en el sufismo, repartidas tanto por el oriente como por el occidente del mundo islámico, y algunas de ellas están presentes también en Occidente. La más extendida geográficamente es seguramente la Qadiriyya, aunque en número de seguidores son también muy importantes la Naqshbandiyya, la Shistiyya, la Shadhiliyya, y luego otras como la Mevleviyya, la Bektashi, la Rifaiyya o la Halvetiyya. Las ramas que derivan de cada una de ellas son incontables.
La tariqa se organiza comúnmente alrededor de un maestro espiritual, llamado murshid, al que se vinculan uno o más discípulos. A los miembros de una tariqa se les denomina derviches (en persa y turco) y murīd (en árabe), aunque existen otras denominaciones que varían dependiendo de la región. Cada discípulo o iniciado establece un vínculo (baya o ajd) con un maestro (conocido como Shayj (شيخ)), que ha recibido iniciación a su vez de un maestro a través de una cadena iniciática (silsila) que se remonta hasta el mismo Mahoma. Comúnmente esta vinculación se establece a través de cadenas que se remontan hasta el imán Ali, primo y yerno del Profeta, o Abu Bakr, el primero de los califas que sucedieron al Mahoma, en el caso de la Naqshbandiyya.
La aparición de los turuq (pl. de tariqa) se produjo a partir del siglo XIII, por la sistematización de las enseñanzas sufíes alrededor de los grandes maestros de ese siglo, como fueron Yalal al-din Rumi, Abu al-Hasan al-Shadhili, Shaju Naqshband, Ahmad Rifa'i, Abd al-Qadir al-Yilani. Los diferentes turuq irán diferenciándose al insistir en las prácticas o las características definidas por tal o cual maestro, aunque dentro de un mismo turuq, o variante de ellas, dependiendo del momento histórico y de las características del Shaij, se pueden observar diferentes tendencias o formas. Unas se centraron en una forma más popular desarrollando, por ejemplo, el morabitismo, otras toman un carácter más urbano, otras una forma más especulativa o intelectual y otras tomarán un cariz político o social.
Previamente a la existencia de los turuq existían diferentes cadenas iniciáticas más difusas, como son la jirqa o las autorizaciones espirituales (iyaza), que establecían vínculos entre maestros y discípulos sin que esos lazos supusieran una organización fija como son los turuq.
Aunque en ocasiones los diferentes turuq se han organizado como comunidades, o en la vida del discípulo se le ha permitido vivir aislado del mundo, no existe el monacato en el sufismo. La mayoría de los maestros y las vías aconsejan a los discípulos vivir una existencia integrada en sus diferentes entornos, de forma más o menos participativa; excepto en algunos casos, los conocidos como mutayarridun, los desprendidos, suelen tener familia y ocupaciones mundanas. Y en cuanto a su visibilidad hay tendencias donde se prefiere la visibilidad e identificación y en otras su más completo anonimato.
La vida de la tariqa tiene un centro donde se reúnen los discípulos o los allegados para el recuerdo de Dios o Dhikr. Este lugar comunitario ha recibido diferentes nombres como dergah o tekke (plural tekkeler) (en turco) o zawiyya, aunque han existido otros tipos de lugares de reunión como los funduq, un tipo de pensión, o las rábitas (ribat), de carácter más ascético militar.